# Lista de capitais do Brasil por renda per capita
Esta é uma lista das 27 sedes de governo das unidades federativas do Brasil classificadas por rendimento médio domiciliar per capita em 2010, feito com base nos dados do Censo brasileiro de 2010 do IBGE. Todas tem rendimento per capita acima de R$ 850,00.
| #  | Sede de governo | Unidade federativa  | Renda per capita (R$) |
| -- | --------------- | ------------------- | --------------------- |
| 1  | Vitória         | Espírito Santo      | 2.215,07              |
| 2  | Porto Alegre    | Rio Grande do Sul   | 2.125,19              |
| 3  | Brasília        | Distrito Federal    | 2.097,83              |
| 4  | Florianópolis   | Santa Catarina      | 2.096,56              |
| 5  | Curitiba        | Paraná              | 1.802,45              |
| 6  | São Paulo       | São Paulo           | 1.789,02              |
| 7  | Rio de Janeiro  | Rio de Janeiro      | 1.784,44              |
| 8  | Belo Horizonte  | Minas Gerais        | 1.766,47              |
| 9  | Goiânia         | Goiás               | 1.521,61              |
| 10 | Recife          | Pernambuco          | 1.361,17              |
| 11 | Cuiabá          | Mato Grosso         | 1.317,80              |
| 12 | Palmas          | Tocantins           | 1.306,73              |
| 13 | Campo Grande    | Mato Grosso do Sul  | 1.246,75              |
| 14 | Aracaju         | Sergipe             | 1.239,56              |
| 15 | João Pessoa     | Paraíba             | 1.147,43              |
| 16 | Natal           | Rio Grande do Norte | 1.130,16              |
| 17 | Salvador        | Bahia               | 1.126,39              |
| 18 | Porto Velho     | Rondônia            | 1.054,94              |
| 19 | Belém           | Pará                | 1.017,36              |
| 20 | Fortaleza       | Ceará               | 994,29                |
| 21 | Boa Vista       | Roraima             | 935,19                |
| 22 | São Luís        | Maranhão            | 917,87                |
| 23 | Maceió          | Alagoas             | 917,15                |
| 24 | Manaus          | Amazonas            | 912,63                |
| 25 | Teresina        | Piauí               | 887,75                |
| 26 | Macapá          | Amapá               | 884,09                |
| 27 | Rio Branco      | Acre                | 859,38                |